# 重返流氓高校
《重返流氓高校》（英語：Return to Nuke 'Em High Volume 1）是一部2013年美國科幻喜劇恐怖片，由勞埃德·考夫曼執導，特羅馬娛樂製作，《流氓太保》系列電影的第四部作品，劇情接續首作《流氓太保》（1986年）的後續。本片講述邪惡的特羅摩根食品集團（Tromorganic Foodstuffs Conglomerate）產品侵害著特羅馬市高中（Tromaville High School），導致學生們開始突變，一名部落客（阿斯塔·帕雷德斯飾演）與富有的新轉校生（凱薩琳·柯爾蔻蘭飾演）與該集團對抗。
本片最初原定為單部，考夫曼根據昆汀·塔倫提諾的建議，比照《追殺比爾》，將電影分成上下部。
《重返流氓高校》2013年5月16日在第66屆坎城影展舉行全球首映，2013年秋季開始在北美影院有限上映，首先在現代藝術博物館放映。2014年1月在美國院線擴大上映。第二部《重返流氓高校2》於2017年發行。

## 劇情
紐澤西州虛構的特羅馬市高中（Tromaville High School）附近的核電廠移除後，特羅摩根食品集團（Tromorganic Foodstuffs Conglomerate）在核電廠原址上方進駐，並向學校提供不健康的食物。部落客克莉西在網上撰文抨擊該公司，但乏人問津，韋斯特利校長則與特羅摩根狼狽為奸。
克莉西雖然與尤金交往，但實際上是名同性戀，但迫於小鎮對同性戀的歧視而從未出櫃。她結識了轉校生蘿倫，對方家境富裕且育有一隻寵物鴨子，兩人因不合而發生摩擦；蘿倫的鴨子在一晚逃出了籠子，令蘿倫感到難過。在某天的午餐時間，一名學生因吃下特羅摩根提供的新式墨西哥薄餅而導致自焚，最後因頭部爆裂而亡。韋斯特利校長在學校典禮上堅持食物沒問題，並讓合唱團獻唱一曲；未料，同樣吃下墨西哥薄餅的合唱團發生變異，突變成邪惡的龐克幫派「克雷丁幫」（The Cretins），之後在小鎮四處作亂。蘿倫找到了吃下特羅摩根變異物質的鴨子，但克雷丁幫奪走了牠，並將鴨頭塞入了蘿倫的嘴中。蘿倫求助無門，直到克莉西幫助她，成功將鴨子從她的嘴裡拔出來，兩人的關係也為此變好。
蘿倫和克莉西到同學斯萊特家參加一場派對。此期間，克莉西透過簡訊得知薩克與自己分手，蘿倫則無意間喝下了帶有變異物質的飲料。蘿倫和克麗絲跳了一支舞後上床，無意間將變異液體傳給克莉西。事後，但蘿倫聲稱不敢出櫃。克雷丁幫朝房子放火，導致派對結束。兩人回家入眠後，各自的身體產生突變：克莉西的下體長出巨大的陰莖，蘿倫則還有大肚子，性格大變的兩人襲擊了克雷丁幫，以及龐克派對上的其他人。隔天，兩人在學校相互聲稱做了一場夢，隨後在四下無人時相吻，但此舉被想加入克雷丁幫的胖同學薩克拍下。
克莉西在課堂上與克雷丁幫的瑞秋·魯伊希打大出手，而被叫去校長室。與此同時，在沖澡的蘿倫因發現下體流出變異液體而尖叫。

## 演員
- 阿斯塔·帕雷德斯（Asta Paredes）飾演克莉西·戈德堡（Chrissy Goldberg）[1]
- 凱薩琳·柯爾蔻蘭（Catherine Corcoran）飾演蘿倫（Lauren）[1]
- 克萊·馮·卡洛維茨（Clay von Carlowitz）飾演尤金（Eugene）
- 薩克·阿米科（Zac Amico）飾演薩克（Zac）
- 斯特凡·德齊爾（Stefan Dezil）飾演斯萊特（Slater）
- 加布里埃拉·福爾（Gabriela Fuhr）飾演凱莉（Kelly）
- 維托·特里戈（Vito Trigo）飾演李奧納多（Leonardo）[1]
- 馬克·昆尼特（Mark Quinnette）飾演米開朗基羅（Michelangelo）
- 馬克·貝茲（Mark Baez）飾演多納泰羅（Donatello）
- 羅恩·麥凱（Ron Mackay）飾演桑達斯基教練（Coach Sandusky）
- 津野勵木（Reiki Tsuno）飾演林布蘭（Rembrandt）
- 塔拉·E·米勒（Tara E. Miller）飾演瑞秋·魯伊希（Rachel Ruysch）
- 吉姆·謝潑德（Jim Sheppard）飾演拉斐爾（Raphael）
- 黛比·羅尚飾演科特教練（Coach Kotter）
- 巴貝特·重磅炸彈（Babette Bombshell）飾演韋斯特利校長（Principal Westly）
- 威廉·德雷爾（William Dreyer）飾演阿諾（Arnold）
- 亞當·P·墨菲（Adam P. Murphy）飾演奇普斯先生（Mr. Chips）
- 布蘭達·李凱爾特（Brenda Rickert）飾演比阿姨（Aunt Bee）
- 萊米飾演他自己（總統）
- 勞埃德·考夫曼飾演李·哈維·赫茲考夫（Lee Harvey Herzkauf）
- 馬克·奈維代[a]飾演歌舞伎車乘客（Kabukicar Passenger）
- 山姆·奎利亞納（英语：Sam Qualiana）飾演霸凌者
- 史丹·李[b]飾演旁白
- 賈達·弗雷德蘭德（英语：Judah Friedlander）飾演他自己

## 備註
1. ↑  掛名為馬克·考夫曼。
2. ↑  掛名為彼得·帕克（Peter Parker）。

## 外部連結
- 互联网电影数据库（IMDb）上《重返流氓高校》的资料（英文）
- 爛番茄上《重返流氓高校》的資料（英文）